# Li Kan (militar)
En aquest nom xinès, el cognom és Li.
Li Kan (mort el 211 EC) va ser un general militar de Han Sui durant el període de la tardana Dinastia Han Oriental de la història xinesa. Li participa Batalla del Pas Tong, però la coalició és derrotada i posteriorment és mort per Cao Cao.

## En la ficció
En la novel·la històrica del Romanç dels Tres Regnes de Luo Guanzhong ell és representat com un dels Vuit Cavallers de Han Sui, uns generals militars subordinats a aquest últim. A la Batalla del Pas Tong, després que Ma Chao ataca al traïdor de Han Sui, Li Kan escapa. Poc després, Li és impactat per una fletxa de Yu Jin destinada a Ma Chao i mor.